# Sina Reeder
Sina Reeder ist eine deutsche ehemalige Fernsehjournalistin und gegenwärtige politische Beamtin. Seit 2025 ist sie Sprecherin der Regierungsmedienkonferenz des Freistaates Thüringen.

## Leben
Reeder wuchs in Thüringen auf. Sie absolvierte von 1996 bis 2002 ein Studium der Rechtswissenschaft an der Friedrich-Schiller-Universität Jena mit einem Auslandsjahr an der Universität Nizza Sophia-Antipolis. Das Studium schloss sie mit Prädikatsexamen als Volljuristin ab.
Von 2002 bis 2007 war sie als persönliche Referentin im Büro von Lothar Späth tätig. Im März 2007 wechselte sie zum Mitteldeutschen Rundfunk, wo sie in den folgenden Jahren zunächst als Redakteur für Brisant und MDR aktuell tätig war, später als Nachrichtenredakteurin und -sprecherin sowie Reporterin für das MDR Thüringen Journal. Für den MDR war sie Teil der Jury für den Wettbewerb Thüringer des Monats, den MDR Thüringen zusammen mit der Thüringer Ehrenamtsstiftung ausrichtet. Darüber hinaus war sie ab 2010 als freiberufliche Moderatorin tätig. Ab 2022 war sie Vorstandsmitglied der Landespressekonferenz Thüringen und verantwortete die Finanzen des Vereins.
Den Mitteldeutschen Rundfunk verließ sie zum September 2024 und wechselte in das Thüringer Finanzministerium, wo sie Referentin für den Ressorthaushalt und stellvertretende Referatsleiterin wurde. Ende Januar 2025 gab Ministerpräsident Mario Voigt bekannt, dass Reeder Sprecherin der Thüringer Regierungsmedienkonferenz werde.